# 일본국유철도 D62형 증기 기관차
일본국유철도 D62형 증기 기관차(일본어: D62形蒸気機関車)는 일본국유철도의 화물용 텐더식 증기 기관차이다. D52형을 개조해서 만들어진 이 기관차는 1950년부터 1951년까지 2년에 걸쳐 총 20량이 제조(개조)되었다. 개조는 일본국유철도 하마마쓰 공장이 담당했다.

## 개조된 배경
제2차 세계 대전 종전 당시 일본국유철도(그 당시에는 운수성)에는 전시물자 수송용 화물용 기관차가 대거 남아있었는데, 이들은 대부분 남아돌고 있었다. 그 중에서도 D62형의 모체인 D52형은 내구연한이 한참 남았으나, 전시 설계와 혹사로 남은 기관차들의 가동률이 현저하게 저하되어 있었다. 그래서 엄청난 수의 기관차를 상태 불량으로 폐차하고, 남은건 C62형으로 개조한 것도 있었지만, 당시에 전망되던 간선의 전화나 지방 간선의 노후 등을 감안한 결과, D52형의 기본설계에 따른 장비 개조와 함께 선로 등급이 낮은 선로에도 입선할 수 있게 해주는 축중경감개조를 실시해 신형 D62형을 탄생시키게 되었다.

## 구조
D52형의 전시 설계라는 한계를 극복하기 위한 개조를 많이 받았다. 개조한 부분으로는, 보일러의 정비, 탄수차나 제연판 등에 적용된 대용 설계품을 제식품으로 추가, 자동급탄기의 설치 등 광범위하게 이르렀다. 또, 차륜 배치를 D52형의 2-8-2의 미카도 형으로부터, 주강제 종륜2축대차를 장착하여 2-8-4의 버크셔 형으로 바꿨다. 덧붙여 D62형은 일본 최초의 버크셔 형이었다.
이 후, 1956년부터 1958년에 걸쳐, 하마마쓰 공장 · 다카토리 공장에서 보일러 자체를 바꾸는 개조를 실시했다(D62 9·16·19는 보일러를 교체하지 않았다).
1959년엔 다카토리 공장에서 동륜과 선대차·종대차를 잇는 무게중심의 위치를 변경해, 총중량을 바꾸지 않고 동륜의 최대 축중을 D52형의 16.22t에서 15.00t으로 감소시켰다. 동시에 가벼워진 축중의 균형을 맞추기 위해 실린더도 직경을 축소하는 개조를 실시했다.
D52형을 개조한 것 이므로, 동륜 지름도 D52형과 같은 1,400mm이다. 탄수차를 제외한 기관차 본체의 총중량은 87.74t이다. 일본의 텐더식 증기 기관차 중에서 총중량이 가장 무거운 형식이다.
개조번호표
| 형식  | 개조후 | 개조전  | 개조사        | 제조일         |  |
| ----- | ------ | ------- | ------------- | -------------- |  |
| D62형 | D62 01 | D52 358 | 하마마쓰 공장 | 1950년03월01일 |  |
| D62형 | D62 02 | D52 448 | 하마마쓰 공장 | 1950년03월07일 |  |
| D62형 | D62 03 | D52 401 | 하마마쓰 공장 | 1950년03월13일 |  |
| D62형 | D62 04 | D52 450 | 하마마쓰 공장 | 1950년03월22일 |  |
| D62형 | D62 05 | D52 449 | 하마마쓰 공장 | 1950년03월30일 |  |
| D62형 | D62 06 | D52 042 | 하마마쓰 공장 | 1950년08월24일 |  |
| D62형 | D62 07 | D52 344 | 하마마쓰 공장 | 1950년09월01일 |  |
| D62형 | D62 08 | D52 366 | 하마마쓰 공장 | 1950년09월18일 |  |
| D62형 | D62 09 | D52 094 | 하마마쓰 공장 | 1950년10월05일 |  |
| D62형 | D62 10 | D52 132 | 하마마쓰 공장 | 1950년10월24일 |  |
| D62형 | D62 11 | D52 337 | 하마마쓰 공장 | 1950년11월06일 |  |
| D62형 | D62 12 | D52 397 | 하마마쓰 공장 | 1950년11월20일 |  |
| D62형 | D62 13 | D52 211 | 하마마쓰 공장 | 1950년12월07일 |  |
| D62형 | D62 14 | D52 334 | 하마마쓰 공장 | 1950년12월19일 |  |
| D62형 | D62 15 | D52 377 | 하마마쓰 공장 | 1951년01월10일 |  |
| D62형 | D62 16 | D52 338 | 하마마쓰 공장 | 1951년01월19일 |  |
| D62형 | D62 17 | D52 343 | 하마마쓰 공장 | 1951년02월05일 |  |
| D62형 | D62 18 | D52 360 | 하마마쓰 공장 | 1951년02월15일 |  |
| D62형 | D62 19 | D52 339 | 하마마쓰 공장 | 1951년03월05일 |  |
| D62형 | D62 20 | D52 462 | 하마마쓰 공장 | 1951년03월19일 |  |

## 운용
1950년부터 이듬해에 걸쳐 제조된 D62형은 이나자와 기관구와 마이바라 기관구에 10량씩 배치되어 도카이도 본선과 산요 본선에서 운용되었다. 종대차의 2축화 덕분에 승무원들 로부터 D52형보다 진동이 적다고 평가되었다.
그 후, 산요 본선이 히메지까지 전철화된 1958년에 전부 휴차가 되어, 가와니시이케다역 등에 분산 유치되었지만, 아직 쌩쌩한 기관차였기 때문에, 재운용을 검토하게 되었다. 규슈와 도호쿠, 홋카이도지구 등의 후보들이 잇따라 거론됐지만, 결국에는 모리오카 구역에서 사용하게 됐다. 이로 인해 축중경감개조가 실시되고 집연장치도 철거됐다.
개조가 끝나면서 모든 차량이 1959년 말에 이치노세키 기관구로 집결해 화물 열차를 견인하는 데 사용되었다. 전 다카토리공장에서 근무했던 쿠보타 히로시의 책에서는 D62형에 대한 불평밖에 없었으나, 실제 사용실적은 호평으로, 가속이 좋은·평평한 구간에서 조사가 앉은 채로 승무할 수 있는 등, C59형에 비한 C62형의 평가와 같이 D51형 등에 비해 우위에 있을정도로 노동 환경 개선을 볼 수 있었지만, 보일러 미교환차에서 상태 불량이 발생하며 휴차가 되는 차량이 나오기 시작했다. 남은 차량은 도호쿠 본선의 모리오카 구간까지 전철화가 될때까지 사용되었다.전철화 이 후에, 모리오카 이북구간 투입을 검토했지만 실현에는 이르지 않았고, 나머지에는 쓸데가 없었기 때문에, 1966년 10월 19일까지 전부 폐차 되었다.

## 참고 문헌
- https://web.archive.org/web/20181111133638/http://www.kurogane-rail.jp/sl/elocod62.html

## 보존
폐차후에는 모든 차량이 전부 해체되었으며 보존기는 존재하지 않는다.